# تپه بگلو ۲
تپه بگلو ۲ مربوط به هزاره اول قبل از میلاد - سدهٔ ۸–۶ ه.ق است و در شهرستان ورزقان، بخش مرکزی، دهستتان ازومدل جنوبی، ۶۰۰ متری جنوب شرقی روستای هیبت بگلو واقع شده و این اثر در تاریخ ۲۷ بهمن ۱۳۸۷ با شمارهٔ ثبت ۲۴۶۹۱ به‌عنوان یکی از آثار ملی ایران به ثبت رسیده است.